# Итайпу (водохранилище)
Итайпу́ (порт. Itaipu, исп. Itaipú) — водохранилище на границе Бразилии и Парагвая, которое было образовано в 1982 году на реке Парана, когда были закрыты шлюзы водоотводного канала ГЭС Итайпу. Оно занимает площадь 1350 км², из которых 770 км² находится на бразильской стороне и 580 км² на парагвайской стороне. Оно также включает в себя 66 небольших островов, из которых 44 находятся на бразильской стороне и 22 на парагвайской стороне.

## Этимология
Итайпу — слово на языке тупи, которое означает «шум реки камней» или «шумная река камней», через сочетание itá (камень), y (вода, река) и pu (шум). Итайпу — название небольшого острова, который находился недалеко от места строительства плотины.

## География
На стыке границ Мату-Гросу-ду-Сул с парагвайским департаментом Канендию, Параны с Мату-Гросу-ду-Сул и Параны с Канендию находились водопады Гуайра, образованные рекой Парана, когда водоток спускается с базальтового плато в ущелье, которое ведёт к равнине Ла-Платы. В 1982 году водохранилище плотины ГЭС Итайпу затопило два водопада, несмотря на протесты экологов.

## Окружающая среда
Анализы, проводимые с 1986 года, позволили определить биоразнообразие региона. Согласно исследованиям, в районе, который включает защитную полосу водохранилища Итайпу, заповедники и убежища, расположенные на бразильской стороне водоёма, обитают 305 видов птиц, 44 вида млекопитающих и 37 видов рептилий. На парагвайской стороне, где местные леса не были так сильно затронуты, были замечены 409 видов птиц и 62 вида млекопитающих.